# Vajna Ádám
Vajna Ádám (Budapest, 1994. július 20. –) magyar költő.

## Élete és munkássága
Középiskolai tanulmányait a Hévízi Bibó István Gimnáziumban végezte. 2013-tól az Eötvös Loránd Tudományegyetem Bölcsészettudományi Karának skandinavisztika szakos hallgatója, 2019-től ugyanitt doktorandusz.
2014 óta publikál, első verseskötetét 2018-ban Oda címmel a Scolar Kiadó adta ki a Scolar L!ve című sorozatában. A könyv 2018-ban bekerült a Horváth Péter Irodalmi Ösztöndíj hármas shortlistjére, 2019-ben pedig elnyerte a legjobb magyar nyelvű első verseskötetnek járó Makói Medáliák-díjat, illetve megkapta az Írók Boltja Könyvösztöndíját líra kategóriában. 2020-ban Babits Mihály műfordítói ösztöndíjat kapott a norvég költő, Tor Ulven Det tålmodige (Türelem) című kötetének lefordítására. 2021-ben elnyerte a Salvatore Quasimodo Költőverseny különdíját. 
2018-tól a Hévíz folyóirat munkatársa, az Észak skandinavisztikai folyóirat és a Versum szerkesztője.

## Művei
- Oda. V_rs_k; Scolar, Bp., 2018 (Scolar live) ISBN 9789632449401
- egyébként is, mit akarhatott itt az őrgróf. V_rs_k; Scolar, Bp., 2022 (Scolar live) ISBN 9789635095353

## Fordításai
- Tor Ulven: Türelem. 21. Század Kiadó, Bp., 2020 ISBN 978 963 568 002 3
- Steinar Opstad: Az elégett naplóból. Válogatott versek, Balatonfüred, Tempevölgy, 2020 ISBN 978-963-9990-86-9

## Díjai
- Horváth Péter irodalmi ösztöndíj (jelölés, shortlist), 2018
- Makói Medáliák, 2019
- Írók Boltja Könyvösztöndíj, 2019
- Babits Mihály műfordítói ösztöndíj, 2020
- Salvatore Quasimodo Költőverseny különdíja, 2021
- Baumgarten-emlékjutalom, 2022[9]
- Mastercard Alkotótárs ösztöndíj, 2022[10]